# جیپوسور
جیپوسور(نام علمی: Gyposaurus) نام یک سرده از زیرراسته خزنده‌پاریختان است.